# Гаррі Муліш
Гаррі Муліш (нід. Harry Mulisch, повне ім'я: Гаррі Курт Віктор Муліш / нід. Harry Kurt Viktor Mulisch; *29 липня 1927, Гарлем, Нідерланди — 10 жовтня 2010, Амстердам) — нідерландський прозаїк, фантаст, поет і драматург, літературознавець і театрознавець, один з найбільших письменників нідерландської літератури ХХ століття. Лауреат Нідерландської літературної премії (1995).
Разом із В. Ф. Германсом і Герардом Реве Гаррі Муліша критики відносять до так званої «великої трійки» повоєнної нідерландської літератури.

## Біографія
Гаррі Муліш народився в Гарлемі 29 липня 1927 року. Батько Муліша походив з Австро-Угорщини і переїхав до Нідерландів після Першої світової війни. Під час німецької окупації під Другої світової війни, він працював у німецькому банку, який серед іншого зберігав конфісковані заощадження євреїв. Мати Муліша була єврейкою. Муліш і його мати уникли висилки до концентраційного табору лише завдяки співпраці батька Муліша з нацистами. Через ці незвичайні обставини своєї біографії, Муліш стверджував, що він «і є Друга світова війна», також пояснюючи, чому війна стала однією з головних тем його творчості. Виховувала Муліша переважно служниця його батьків Фріда Фалк. Підлітковий період Муліша минув під час війни, що знов таки мало вирішальний вплив на його життя і письменницьку роботу.
Від 1958 року Гаррі Муліш жив в Амстердамі, після смерті свого батька в 1957 році.
У 1963 році письменник написав документальну працю про справу Ейхмана: «Справа 40/61». Головними романами, присвяченими Другій світовій війні, стали також «Замах», «Кам'яне ложе» і «Зігфрід».
Муліш здобув широку міжнародну популярність з виходом у прокат фільму «Замах» (De Aanslag) у 1986 році, заснованого на його однойменній книзі. Стрічка взяла ряд престижних кінопремій та призів, у тому числі й «Оскар» та «Золотий Глобус», і була дубльована понад 20 мовами. Роман «Відкриття небес» (De ontdekking van de Hemel) був екранізований Ерун Краббе в 2001 році (в головній ролі Стівен Фрай).
Серед усіх отриманих автором нагород найважливішою є Премія за нідерландську літературу (Prijs der Nederlandse Letteren), яку Мулішу вручили в 1995 році за сукупністю літературних досягнень. Нідерландський Нобелівський комітет висував письменника кандидатом на здобуття однойменної премії в галузі літератури.
Ряд віршів Муліша покладено на музику Петером Схатом.
У останні роки життя Муліш часто висловлювався на підтримку нідерландської Партії захисту тварин.
Гаррі Муліш помер 10 жовтня 2010 року в Амстердамі.

## Твори
Творчий доробок Гаррі Муліша нараховує близько 70 книжок — він диференційований за жанрами: крім романів, новел і повістей, ним написані вірші, п'єси, репортажі, біографії, есеї. Найголовніші його твори Het stenen bruidsbed («Кам'яне подружнє ложе», 1959), De aanslag («Замах», 1982) написані на історичному матеріалі Другої світової війни. Письменник перебував під впливом кабалістики. Так, його 900-сторінковий магнум опус De ontdekking van de hemel («Відкриття неба», 1992) складається, власне з 4 повістей, у яких розповідається про те, як Небо готується відібрати в людей Кам'яні Скрижала.
Бібліографія:
| - Archibald Strohalm (1952); - Tussen hamer en aambeeld (1952); - Chantage op het leven (1953); - De diamant (1954); - Het mirakel (1956); - Het zwarte licht (1956); - Manifesten (1958); - Het stenen bruidsbed (1959); - Tanchelijn (1960); - De knop (1961); - Voer voor psychologen (1961); - Wenken voor de bescherming van uw gezin en uzelf, tijdens de Jongste Dag (1961); - De zaak 40/61 (1962); - Bericht aan de rattenkoning (1966); - Wenken voor de Jongste Dag (1967); - Chantage op het leven (1968); - Het woord bij de daad (1968); - Blauwdruk van de opera Reconstructie (1969); - De verteller (1970); - Paralipomena Orphica (1970); - De verteller verteld (1971); - Het zwarte licht (1971); - Over de affaire Padilla (1971); - De toekomst van gisteren (1972); - Oidipous Oidipous (1972); - Soep lepelen met een vork: tegen de spellinghervormers (1972); - Het seksuele bolwerk (1973); - Woorden, woorden, woorden (1973); - Bezoekuur (1974); - De vogels: Drie balladen (1974); - Mijn getijdenboek (1975); - Tegenlicht (1975); - Twee vrouwen (1975); - Volk en vaderliefde: een koningskomedie (1975); - De taal is een ei (1976); | - De wijn is drinkbaar dankzij het glas (1976); - Het ironische van de ironie: Over het geval G.K. van het Reve (1976); - Axel (1977); - De verhalen 1947—1977 (1977); - Oude lucht (1977); - Wat poëzie is: Een leerdicht (1978); - Paniek der onschuld (1979); - De compositie van de wereld (1980); - De aanslag (1982); - Opus Gran (1982); - De toekomst van gisteren (1983); - Egyptisch (1983); - De toekomst van het boek (1984); - Het boek (1984); - Egyptisch (1985); - Hoogste tijd (1985); - Mijn getijdenboek (1985); - De verteller (1986); - De wijn is drinkbaar dank zij het glas (1986); - De gedichten (1987); - De pupil (1987); - Grondslagen van de mythologie van het schrijverschap (1987); - Oude lucht (1987); - De elementen (1988); - Theater 1960—1977 (1988); - De verteller verteld (1989); - Het beeld en de klok (1989); - De zuilen van Hercules (1990); - De ontdekking van de hemel (1992); - Het mirakel (1993); - De kamer (1997); - Zielespiegel (1997); - De procedure (1998); - Het theater, de brief en de waarheid (2000); - Siegfried (2001). |

Серед україномовних перекладів творів Г. Муліша — роман «Процедура», що вийшов друком у 2002 році (К.: «Юніверс»).
Екранізації:
- 1977 — «Кохання без сумніву» (Twee vrouwen[nl]) — режисер: George Sluizer[nl];
- 1986 — «Замах» (De aanslag[nl]), за романом «Розплата» — режисер: Fons Rademakers[nl]. Ця екранізація здобула в 1987 році «Оскар» як найкращий іноземний фильм;
- 2001 — «Відкриття небес» — режисер: Єрун Краббе.